# Travis Kelce
Travis Michael Kelce (Westlake, Ohio; 5 de octubre de 1989) es un jugador profesional estadounidense de fútbol americano. Juega en la posición de tight end y actualmente milita en los Kansas City Chiefs de la National Football League (NFL). Es el hermano menor del ex center de fútbol americano de la NFL, Jason Kelce.

## Biografía
Kelce asistió a Cleveland Heights High School, donde practicó fútbol americano, baloncesto y béisbol. En fútbol, Kelce jugó tres años como quarterback, y registró un total de 2,539 yardas como sénior. También consiguió 1,016 yardas de carrera para 10 touchdowns, y 1,523 yardas de pase en 103-de-198 intentos, con 21 touchdowns y 8 intercepciones en 2007.
Considerado un 3 estrellas por Rivals.com, Kelce se graduó en la Universidad de Cincinnati, donde jugó para los Bearcats. También recibió ofertas de becas de Akron, Eastern Michigan y Miami (Ohio).

## Carrera

### Kansas City Chiefs
Kelce fue seleccionado por los Kansas City Chiefs en la tercera ronda (puesto 63) del draft de 2013. El 6 de junio de 2013, Kelce firmó un contrato de 4 años por $3.12 millones, con un bonus por firmar de $703,304.
El 29 de enero de 2016, Kelce renovó su contrato 5 años más, a razón de $46 millones.
Con los Chiefs, Kelce ha logrado tres Superbowls. La primera, ganando en la temporada 2019-2020 a los San Francisco 49ers por 31-20, convirtiéndose así en campeón de la 54.ª edición de la misma. Tres años más tarde, repetiría victoria en el Super Bowl LVII, derrotando a los Philadelphia Eagles por 38 a 35, consagrándose como uno de los mejores jugadores históricos en su posición. En 2024, en el Super Bowl LVIII derrotan a los San Francisco 49ers por 25-22 consagrando su tercera victoria en este evento.
Además, Travis Kelce se convirtió en noviembre de 2023 en el jugador con más yardas por recepción en la historia de los Kansas City Chiefs, superando la marca del mítico Tony González. Además, es el tight end con mejor registro histórico de más yardas por aire y con más recepciones en toda la historia de los Playoffs de la NFL. En abril de 2024, renovó con los Chiefs por dos temporadas más. El 25 de diciembre de 2024, Kelce batió el récord del jugador con mayor cantidad de recepciones de touchdown para los Chiefs; llegó a las 77 recepciones y superó por uno a  Tony González.

## Vida personal
Es el hermano pequeño del center de los Philadelphia Eagles, Jason Kelce (n. 1987).
Kelce y Maya Benberry, la ganadora de su programa de citas, comenzaron a salir después de que terminó el programa en abril del 2016. En enero del 2017, Benberry confirmó que habían roto.
Del 2017 al 2022, Kelce estuvo en una relación con la influencer de las redes sociales Kayla Nicole.
Durante la temporada 2023 de la NFL, varios medios de comunicación vincularon románticamente a Kelce con la cantante Taylor Swift,lo cual fue posteriormente confirmado en una entrevista.La relación entre Kelce y Swift tuvo un impacto considerable en la audiencia de la NFL, y el juego Chiefs-Bears atrajo la mayor cantidad de espectadores del fin de semana. Las ventas de camisetas de Kelce aumentaron un 400%. También se documentó un aumento en las ventas de entradas para los partidos locales de los Chiefs.  NBC utilizaría el fenómeno para promocionar el partido del fútbol del domingo por la noche de los Chiefs contra los New York Jets la semana siguiente, produciendo una promoción con la canción de Swift "Welcome to New York".

## Premios y nominaciones
| Premio              | Año  | Nominado | Categoría                             | Resultado | Referencias |
| ------------------- | ---- | -------- | ------------------------------------- | --------- | ----------- |
| Kids' Choice Awards | 2025 | Él mismo | Estrella deportiva masculina favorita | Nominado  | [ 21 ]      |